# لوثر إتش ستوري
لوثر إتش ستوري (بالإنجليزية: Luther H. Story)‏ هو عسكري أمريكي، ولد في 20 يوليو 1931 في بوينا فيستا في الولايات المتحدة، وتوفي في 1 سبتمبر 1950 في كوريا في ممالك كوريا الثلاث.